# Urban A. Woodbury

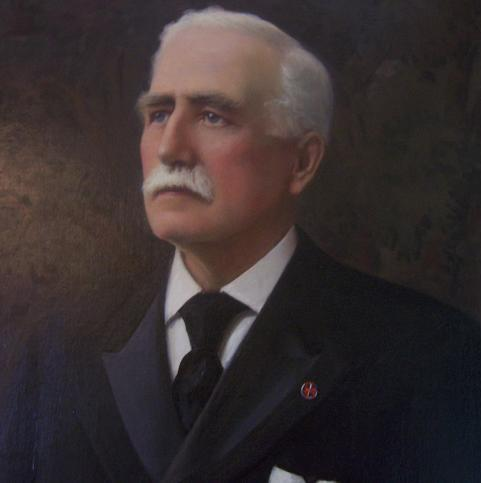
Urban A. Woodbury.

Urban Andrain Woodbury, född 11 juli 1838 i Acworth, New Hampshire, död 15 april 1915 i Burlington, Vermont, var en amerikansk republikansk politiker. Han var guvernör i delstaten Vermont 1894–1896.
Woodbury studerade medicin vid University of Vermont och gifte sig den 12 februari 1860 med Paulina L. Darling. I amerikanska inbördeskriget blev Woodbury tillfångatagen i första slaget vid Bull Run där han dessutom miste ena armen. Efter kriget var han verksam inom turism- och timmerbranscherna i Vermont.
Woodbury var borgmästare i Burlington 1885–1886 och viceguvernör i Vermont 1888–1890. Han efterträdde 1894 Levi K. Fuller som guvernör och efterträddes 1896 av Josiah Grout.
Kongregationalisten Woodbury gravsattes på Lakeview Cemetery i Burlington.